# Erik Lamberg
Erik Lamberg, född i juli 1719 i Göteborg, död där 14 mars 1780, var en svensk biskop i Göteborgs stift 1760–1780.
Lamberg gifte sig första gången 1760 med Anna Helena von Troil (1743–1763) och andra gången med Margareta Elisabet Liedberg (1735–1817).